# لیبرالیسم دموکراتیک
هدف لیبرالیسم دموکراتیک یا لیبرالیسم مردم‌سالار یا آزادی‌خواهی مردم‌سالار رسیدن به ترکیبی از دموکراسی است که مشارکت مردم در قدرت و لیبرالیسم است، یک فلسفه سیاسی و/یا اجتماعی که از آزادی فرد حمایت می‌کند. پس از جنگ جهانی اول (با اکثر کشورهای بزرگ که حق رای همگانی را تصویب کردند) بوجود آمد و سؤال اصلی آن این بود که چگونه می‌توان مردم را درگیر کرد و به سیاست خارج از انتخابات علاقه‌مند کرد.

لیبرال دموکرات‌های بریتانیا ایدئولوژی خود را به عنوان «قدرت دادن به مردم» توصیف می‌کنند، زیرا مخالف تمرکز قدرت در بدنه‌های غیرپاسخگو هستند. آنها تمرکززدایی قدرت از وست مینستر و اصلاحات انتخاباتی و پارلمانی را برای ایجاد سیستمی از ساختارهای دولتی چند لایه برای تصمیم‌گیری در سطحی که به نظر آنها درست است، از جمله مجامع منطقه ای، اتحادیه اروپا و سازمان‌های بین‌المللی پیشنهاد می‌کنند. لیبرال دموکرات‌ها می‌خواهند از آزادی‌های مدنی محافظت کنند و با دخالت دولت در امور شخصی مخالفت کنند. کریگ دانکن در لیبرالیسم دموکراتیک: سیاست کرامت می‌گوید:
| « | یک سؤال مهم این است که آیا یک دموکراسی مستقیم (که در آن خود شهروندان قوانین را پیشنهاد می‌کنند و به آن رأی می‌دهند) یا یک دموکراسی نمایندگی (که در آن دفاتر منتخب این وظایف را انجام می‌دهند) است. این مسئله تا حد زیادی با ملاحظات عمل گرایانه حل می‌شود (دموکراسی‌های مستقیم برای دولت-شهرهای کوچک بهتر از دولت-ملت‌های بزرگ امروزی مناسب هستند)، اما یک مورد مبتنی بر کرامت در اینجا کاملاً ساکت نیست. من معتقد نیستم که مطالبات کرامت مستلزم دموکراسی مستقیم است، زیرا گفتن اینکه شهروندان موجوداتی شایسته هستند که قادر به انتخاب مسئولانه هستند، به این معنا نیست که همه آنها صلاحیت قضاوت در مورد موضوعات مختلفی را که نیاز به توجه سیاسی دارند، از مالیات گرفته تا دفاع، آموزش و پرورش و… محیط زیست و غیره در عوض، یک دموکراسی نمایندگی، و به‌طور دقیق‌تر، فرض می‌کند که شهروندان قبل از هر چیز صلاحیت انتخاب رهبرانی را دارند که خودشان در قضاوت دربارهٔ این موضوعات صلاحیت دارند. اما این بدان معنا نیست که آرمان دموکراسی مستقیم هیچ ارتباطی ندارد. از آنجایی که در واقع بسیاری از شهروندان خصوصی از موضوعات مختلف، به ویژه موضوعاتی که مستقیماً منافع آنها را درگیر می‌کنند، دانش شایسته‌ای دارند، یک دموکراسی نماینده باید فضای قابل توجهی را برای مشارکت شهروندان در اقدامات مشورتی خود ایجاد کند (مثلاً از طریق جلسات استماع آزاد و سایر جلسات عمومی). | » |